# Lista de partidos políticos por país

## Alemanha
| Nome | Nome                                                                         | Nome             |           | Líder                                                                                 | Ideologia | Espectro                    | Parlamento | Parlamento           | Estados               | Estados     | Parlamento Europeu |
| Nome | Nome                                                                         | Nome             | Bundestag | Líder                                                                                 | Ideologia | Espectro                    | Bundesrat  | Ministros-Presidente | Parlamentos Estaduais |             | Parlamento Europeu |
| ---- | ---------------------------------------------------------------------------- | ---------------- | --------- | ------------------------------------------------------------------------------------- | --- | --------------------------- | ---------- | -------------------- | --------------------- | ----------- | ------------------ |
|      | União Democrata-Cristã Christlich Demokratische Union Deutschlands           | CDU              |           | Annegret Kramp-Karrenbauer                                                            | Democracia cristã, Conservadorismo liberal, Ordoliberalismo, Europeísmo                                           | Centro-direita              | 200 / 709  | 22 / 69              | 6 / 16                | 520 / 1 873 | 23 / 96            |
|      | Partido Social-Democrata da Alemanha Sozialdemokratische Partei Deutschlands | SPD              |           | Malu Dreyer (interina) Manuela Schwesig (interina) Thorsten Schäfer-Gümbel (interino) | Social-democracia, Terceira Via, Europeísmo                                                                       | Centro-esquerda             | 152 / 709  | 21 / 69              | 7 / 16                | 495 / 1 873 | 16 / 96            |
|      | Alternativa para a Alemanha Alternative für Deutschland                      | AfD              |           | Jörg Meuthen Alexander Gauland                                                        | Nacionalismo alemão, Populismo de direita, Conservadorismo, Conservadorismo social, Anti-imigração, Euroceticismo | Direita a Extrema-direita   | 91 / 709   | 0 / 69               | 0 / 16                | 192 / 1 873 | 11 / 96            |
|      | Partido Democrático Liberal Freie Demokratische Partei                       | FDP              |           | Christian Lindner                                                                     | Liberalismo, Liberalismo económico, Liberalismo clássico, Ordoliberalismo, Europeísmo                             | Centro a Centro-direita     | 80 / 709   | 4 / 69               | 0 / 16                | 117 / 1 873 | 5 / 96             |
|      | A Esquerda Die Linke                                                         | LINKE            |           | Katja Kipping Bernd Riexinger                                                         | Socialismo democrático, Populismo de esquerda, Marxismo, Anticapitalismo, Eurocepticismo, Antimilitarismo         | Esquerda a Extrema-esquerda | 69 / 709   | 4 / 69               | 1 / 16                | 161 / 1 873 | 5 / 96             |
|      | Aliança 90/Os Verdes Bündnis 90/Die Grünen                                   | GRÜNE            |           | Annalena Baerbock Robert Habeck                                                       | Ecologismo, Ambientalismo, Social liberalismo, Pacifismo, Democracia directa, Economia mista, Pró-europeísmo      | Centro-esquerda             | 67 / 709   | 12 / 69              | 1 / 16                | 234 / 1 873 | 21 / 96            |
|      | União Social-Cristã Christlich-Soziale Union in Bayern                       | CSU              |           | Horst Seehofer                                                                        | Democracia cristã, Conservadorismo, Regionalismo                                                                  | Centro-direita              | 46 / 709   | 4 / 69               | 1 / 16                | 85 / 205    | 6 / 96             |
|      | O Partido Azul Die blaue Partei                                              | B                |           | Frauke Petry                                                                          | Conservadorismo nacional, Liberalismo económico, Euroceticismo                                                    | Direita                     | 2 / 709    | 0 / 69               | 0 / 16                | 9 / 1 873   | 0 / 96             |
|      | Eleitores Livres Freie Wähler                                                | FREIE WÄHLER     |           |                                                                                       | Regionalismo, Localismo, Centrismo, Liberalismo conservador, Democracia direta                                    | Centro a Centro-direita     | 0 / 709    | 0 / 69               | 0 / 16                | 32 / 1 873  | 2 / 96             |
|      | O Partido Die PARTEI                                                         | Die PARTEI       |           | Martin Sonneborn                                                                      | Sátira, Dadaísmo, Populismo, Anti-extrema-direita                                                                 | Extremo-centro              | 0 / 709    | 0 / 69               | 0 / 16                | 0 / 1 873   | 2 / 96             |
|      | Partido Democrático Ecológico Ökologisch-Demokratische Partei                | ÖDP              |           | Christoph Raabs                                                                       | Conservadorismo verde, Decrescimento                                                                              | Centro-direita              | 0 / 709    | 0 / 69               | 0 / 16                | 0 / 1 873   | 1 / 96             |
|      | Partido Pirata da Alemanha Piratenpartei Deutschland                         | PIRATEN          |           | Sebastian Alscher                                                                     | Privacidade online, Democracia online, Anti-corrupção, Liberalismo social                                         | Sincrético                  | 0 / 709    | 0 / 69               | 0 / 16                | 0 / 1 873   | 1 / 96             |
|      | Volt Alemanha Volt Deutschland                                               | Volt             |           | Damian Boeselager                                                                     | Federalismo europeu, Progressismo                                                                                 | Sincrético                  | 0 / 709    | 0 / 69               | 0 / 16                | 0 / 1 873   | 1 / 96             |
|      | Partido dos Direitos Animais Partei Mensch Umwelt Tierschutz                 | Tierschutzpartei |           | Matthias Ebner Robert Gabel Sandra Lück                                               | Direito dos animais, Ambientalismo                                                                                | Centro-esquerda             | 0 / 709    | 0 / 69               | 0 / 16                | 0 / 1 873   | 1 / 96             |
|      | Partido da Família Familien-Partei Deutschlands                              | Familie          |           | Maria Hartmann                                                                        | Conservadorismo, Conservadorismo social, Democracia cristã                                                        | Centro-direita a Direita    | 0 / 709    | 0 / 69               | 0 / 16                | 1 / 1 873   | 1 / 96             |

## Angola
- Movimento Popular de Libertação de Angola (MPLA)
- União Nacional para a Independência Total de Angola (UNITA)
- Partido de Renovação Social (PRS)
- Frente Nacional de Libertação de Angola (FNLA)
- Partido Liberal Democrático (PLD)
- Partido da Aliança da Juventude Operária-Camponesa de Angola (PAJOCA)
- Partido Social Democrata (Angola) (PSD)
- Partido Renovador Democrático (Angola) (PRD)
- Aliança Democrática de Angola (ADA)
- Partido Democrático para o Progresso - Aliança Nacional Angolana (PDP-ANA)
- Partido Nacional Democrático Angolano (PNDA)
- Partido Democrático Liberal de Angola (PDLA)
- Movimento de Defesa dos Interesses dos Angolanos (MDIA)
- Partido Revelação

## Argentina
- Partido Justicialista
- União Cívica Radical

## Brasil

### Partidos
| #  | Nome | Nome | Nome                                           | Sigla         | Número eleitoral | Número de filiados (fev./25) | Data de criação | Data de registro definitivo | Presidente atual                                 |
| -- | ---- | ---- | ---------------------------------------------- | ------------- | ---------------- | ---------------------------- | --------------- | --------------------------- | ------------------------------------------------ |
| 1  |      |      | Movimento Democrático Brasileiro               | MDB           | 15               | 2.064.153                    | 15/01/1980      | 30/06/1981                  | Baleia Rossi                                     |
| 2  |      |      | Partido dos Trabalhadores                      | PT            | 13               | 1.656.508                    | 10/02/1980      | 11/02/1982                  | Gleisi Hoffmann                                  |
| 3  |      |      | Progressistas                                  | PP            | 11               | 1.325.783                    | 08/08/1995      | 16/11/1995                  | Ciro Nogueira                                    |
| 4  |      |      | Partido Renovação Democrática                  | PRD           | 25               | 1.324.191                    | 26/10/2022      | 09/11/2023                  | Ovasco Resende                                   |
| 5  |      |      | Partido da Social Democracia Brasileira        | PSDB          | 45               | 1.294.820                    | 25/06/1988      | 24/08/1988                  | Marconi Perillo                                  |
| 6  |      |      | Partido Democrático Trabalhista                | PDT           | 12               | 1.103.091                    | 17/06/1979      | 10/11/1981                  | Carlos Lupi                                      |
| 7  |      |      | União Brasil                                   | UNIÃO         | 44               | 1.093.917                    | 06/10/2021      | 08/02/2022                  | Antonio Rueda                                    |
| 8  |      |      | Partido Liberal                                | PL            | 22               | 899.972                      | 23/06/1985      | 19/12/1985                  | Valdemar Costa Neto                              |
| 9  |      |      | Podemos                                        | PODE          | 20               | 812.620                      | 01/05/1995      | 02/10/1997                  | Renata Abreu                                     |
| 10 |      |      | Partido Socialista Brasileiro                  | PSB           | 40               | 651.971                      | 02/07/1985      | 01/07/1988                  | Carlos Siqueira                                  |
| 11 |      |      | Republicanos                                   | Republicanos  | 10               | 568.004                      | 16/12/2003      | 25/08/2005                  | Marcos Pereira                                   |
| 12 |      |      | Partido Social Democrático                     | PSD           | 55               | 468.742                      | 11/03/2011      | 27/09/2011                  | Gilberto Kassab                                  |
| 13 |      |      | Cidadania                                      | Cidadania     | 23               | 422.990                      | 26/01/1992      | 19/03/1992                  | Comte Bittercount                                |
| 14 |      |      | Partido Comunista do Brasil                    | PCdoB         | 65               | 388.878                      | 18/02/1962      | 23/06/1988                  | Luciana Santos                                   |
| 15 |      |      | Solidariedade                                  | Solidariedade | 77               | 381.474                      | 25/10/2012      | 24/09/2013                  | Eurípedes Júnior                                 |
| 16 |      |      | Partido Verde                                  | PV            | 43               | 349.841                      | 17/01/1986      | 30/09/1993                  | José Luiz Penna                                  |
| 17 |      |      | Partido Socialismo e Liberdade                 | PSOL          | 50               | 292.838                      | 07/07/2004      | 15/09/2005                  | Paula Coradi                                     |
| 18 |      |      | Avante                                         | Avante        | 70               | 247.442                      | 15/05/1989      | 11/10/1994                  | Luis Tibé                                        |
| 19 |      |      | Mobilização Nacional                           | MOBILIZA      | 33               | 211.804                      | 21/04/1984      | 25/10/1990                  | Antonio Massarollo                               |
| 20 |      |      | Agir                                           | Agir          | 36               | 199.499                      | 11/07/1985      | 22/02/1990                  | Daniel Tourinho                                  |
| 21 |      |      | Democracia Cristã                              | DC            | 27               | 184.325                      | 30/03/1995      | 05/08/1997                  | José Maria Eymael                                |
| 22 |      |      | Partido Renovador Trabalhista Brasileiro       | PRTB          | 28               | 147.240                      | 27/11/1994      | 18/02/1997                  | Leonardo Araujo                                  |
| 23 |      |      | Partido Novo                                   | NOVO          | 30               | 64.160                       | 12/02/2011      | 15/09/2015                  | Eduardo Ribeiro                                  |
| 24 |      |      | Rede Sustentabilidade                          | REDE          | 18               | 56.696                       | 16/02/2013      | 22/09/2015                  | Heloísa Helena                                   |
| 25 |      |      | Partido da Mulher Brasileira                   | PMB           | 35               | 55.829                       | 13/09/2008      | 29/09/2015                  | Suêd Haidar                                      |
| 26 |      |      | Partido Socialista dos Trabalhadores Unificado | PSTU          | 16               | 14.892                       | 05/06/1994      | 19/12/1995                  | Zé Maria                                         |
| 27 |      |      | Partido Comunista Brasileiro                   | PCB           | 21               | 12.008                       | 25/03/1922      | 09/05/1996                  | Edmilson Costa (na condição de secretário-geral) |
| 28 |      |      | Unidade Popular                                | UP            | 80               | 10.262                       | 16/06/2016      | 10/12/2019                  | Léo Péricles                                     |
| 29 |      |      | Partido da Causa Operária                      | PCO           | 29               | 7.006                        | 07/12/1995      | 30/09/1997                  | Rui Costa Pimenta                                |

### Federações
| Federação partidária                    | Federação partidária          | Partidos federados             | Filiados  | Presidente       | Data de criação | Data de registro |
| --------------------------------------- | ----------------------------- | ------------------------------ | --------- | ---------------- | --------------- | ---------------- |
|                                         | Federação Brasil da Esperança | Partido Comunista do Brasil    | 2.396.184 | Luciana Santos   | 17/04/2022      | 24/05/2022       |
| Partido dos Trabalhadores               | Federação Brasil da Esperança |                                | 2.396.184 | Luciana Santos   | 17/04/2022      | 24/05/2022       |
| Partido Verde                           | Federação Brasil da Esperança |                                | 2.396.184 | Luciana Santos   | 17/04/2022      | 24/05/2022       |
|                                         | Federação PSOL REDE           | Partido Socialismo e Liberdade | 343.073   | Guilherme Boulos | 17/05/2022      | 26/05/2022       |
| Rede Sustentabilidade                   | Federação PSOL REDE           |                                | 343.073   | Guilherme Boulos | 17/05/2022      | 26/05/2022       |
|                                         | Federação PSDB Cidadania      | Cidadania                      | 1.734.223 | Marconi Perillo  | 01/04/2022      | 26/05/2022       |
| Partido da Social Democracia Brasileira | Federação PSDB Cidadania      |                                | 1.734.223 | Marconi Perillo  | 01/04/2022      | 26/05/2022       |

## Canadá
| Nome | Nome | Nome | Líder                  | Ideologia                                                                                 | Espectro                   | Parlamento        | Parlamento | Províncias   | Províncias |
| Nome | Nome | Nome | Líder                  | Ideologia                                                                                 | Espectro                   | Câmara dos Comuns | Senado     | Governadores |            |
| ---- | --- | ---- | ---------------------- | ----------------------------------------------------------------------------------------- | -------------------------- | ----------------- | ---------- | ------------ | ---------- |
|      | Partido Liberal do Canadá inglês: Liberal Party of Canada francês: Parti Libéral du Canada               |      | Justin Trudeau         | Centrismo, Liberalismo, Liberalismo social, Liberalismo económico                         | Centro a Centro-esquerda   | 157 / 338         | 9 / 105    | 4 / 13       |            |
|      | Partido Conservador do Canadá inglês: Conservative Party of Canada francês: Parti conservateur du Canada |      | Andrew Scheer          | Conservadorismo, Conservadorismo liberal, Liberalismo económico                           | Centro-direita a Direita   | 121 / 338         | 24 / 105   | 1 / 13       |            |
|      | Bloco Quebequense francês: Bloc Québécois                                                                |      | Yves-François Blanchet | Nacionalismo do Quebec, Independentismo, Social democracia, Republicanismo, Ambientalismo | Centro-esquerda            | 32 / 338          | 0 / 105    | 0 / 13       |            |
|      | Novo Partido Democrático inglês: New Democratic Party francês: Nouveau Parti démocratique                |      | Jagmeet Singh          | Social-democracia, Socialismo democrático, Progressismo                                   | Centro-esquerda a Esquerda | 24 / 338          | 0 / 105    | 2 / 13       |            |
|      | Partido Verde do Canadá inglês: Green Party of Canada francês: Parti vert du Canada                      |      | Elizabeth May          | Ecologismo, Política verde ,Progressismo                                                  | Centro                     | 3 / 338           | 0 / 105    | 0 / 13       |            |
|      | Partido Popular do Canadá inglês: People's Party of Canada francês: Parti populaire du Canada            |      | Maxime Bernier         | Conservadorismo, Libertarianismo, Populismo                                               | Direita                    | 0 / 338           | 0 / 105    | 0 / 13       |            |

## Espanha
| Nome | Nome                                                                   |  | Líder                  | Ideologia | Espectro                  | Congresso dos Deputados | Senado    | Parlamentos Regionais | Parlamento Europeu | Governo Local   |
| ---- | ---------------------------------------------------------------------- |  | ---------------------- | --- | ------------------------- | ----------------------- | --------- | --------------------- | ------------------ | --------------- |
|      | Partido Socialista Operário Espanhol Partido Socialista Obrero Español |  | Pedro Sánchez          | Social-democracia, Progressismo, Terceira Via, Europeísmo | Centro-esquerda           | 120 / 350               | 111 / 266 | 345 / 1 268           | 14 / 54            | 20 823 / 67 611 |
|      | Partido Popular                                                        |  | Pablo Casado Blanco    | Carlismo, Democracia cristã, Conservadorismo, Liberalismo clássico, Liberalismo económico, Europeísmo                                                                                      | Centro-direita a Direita  | 89 / 350                | 97 / 266  | 338 / 1 268           | 16 / 54            | 22 750 / 67 611 |
|      | Cidadãos Ciudadanos                                                    |  | Albert Rivera          | Social liberalismo, Liberalismo, Liberalismo económico, Centrismo, Europeísmo | Centro-direita            | 10 / 350                | 8 / 266   | 105 / 1 268           | 2 / 54             | 1 527 / 67 611  |
|      | Podemos                                                                |  | Pablo Iglesias Turrión | Social-democracia, Socialismo democrático, Populismo de esquerda, Laicismo, Republicanismo, Democracia directa, Democracia participativa, Federalismo, Feminismo, Eurocepticismo, Marxismo | Esquerda                  | 35 / 350                | 0 / 266   | 134 / 1 268           | 5 / 54             |                 |
|      | VOX                                                                    |  | Santiago Abascal       | Nacionalismo castelhano, Centralismo, Conservadorismo, Conservadorismo social, Democracia cristã, Populismo de direita, Liberalismo económico, Monarquismo, Islamofobia, Euroceticismo     | Direita a Extrema-Direita | 52 / 350                | 3 / 266   | 22 / 1 268            | 0 / 54             |                 |

## Estados Unidos da América

### Principais partidos
| Nome | Nome                                                 |  | Líder          | Ideologia                             | Espectro                 | Presidência dos Estados Unidos | Senadores | Representantes | Governadores estaduais | Senados Estaduais | Câmaras dos Representantes Estaduais | Governos dos Territórios | Senados dos Territórios | Câmaras dos Representantes dos Territórios |
| ---- | ---------------------------------------------------- |  | -------------- | ------------------------------------- | ------------------------ | ------------------------------ | --------- | -------------- | ---------------------- | ----------------- | ------------------------------------ | ------------------------ | ----------------------- | ------------------------------------------ |
|      | Partido Republicano Republican Party Grand Old Party |  | Ronna McDaniel | Conservadorismo Liberalismo económico | Direita                  | 0 / 1                          | 53 / 100  | 197 / 435      | 27 / 50                | 1 080 / 1 972     | 2 773 / 5 411                        | 1 / 6                    | 12 / 97                 | 14 / 91                                    |
|      | Partido Democrata Democratic Party                   |  | Tom Perez      | Liberalismo social                    | Centro a Centro-esquerda | 1 / 1                          | 45 / 100  | 235 / 435      | 23 / 50                | 874 / 1 972       | 2 579 / 5 411                        | 4 / 6                    | 31 / 97                 | 0 / 91                                     |

### Partidos menores
| Nome | Nome                                                                     |  | Líder            | Ideologia            | Espectro         | Presidência dos Estados Unidos | Senadores | Representantes | Governadores estaduais | Senados Estaduais | Câmaras dos Representantes Estaduais | Governos dos Territórios | Senados dos Territórios | Câmaras dos Representantes dos Territórios |
| ---- | ------------------------------------------------------------------------ |  | ---------------- | -------------------- | ---------------- | ------------------------------ | --------- | -------------- | ---------------------- | ----------------- | ------------------------------------ | ------------------------ | ----------------------- | ------------------------------------------ |
|      | Partido Libertário Libertarian Party                                     |  | Nicholas Sarwark | Libertarianismo      | Centro-direita   | 0 / 1                          | 0 / 100   | 1 / 435        | 0 / 50                 | 0 / 1 972         | 1 / 5 411                            | 0 / 6                    | 0 / 97                  | 0 / 91                                     |
|      | Partido Verde Green Party                                                |  | Comité Nacional  | Ambientalismo        | Esquerda         | 0 / 1                          | 0 / 100   | 0 / 435        | 0 / 50                 | 0 / 1 972         | 0 / 5 411                            | 0 / 6                    | 0 / 97                  | 0 / 91                                     |
|      | Partido da Constituição Constitution Party                               |  | Frank Fluckiger  | Paleoconservadorismo | Extrema-direita  | 0 / 1                          | 0 / 100   | 0 / 435        | 0 / 50                 | 0 / 1 972         | 0 / 5 411                            | 0 / 6                    | 0 / 97                  | 0 / 91                                     |
|      | Partido para o Socialismo e Liberação Party for Socialism and Liberation |  | Comité Central   | Socialismo           | Extrema-esquerda | 0 / 1                          | 0 / 100   | 0 / 435        | 0 / 50                 | 0 / 1 972         | 0 / 5 411                            | 0 / 6                    | 0 / 97                  | 0 / 91                                     |
|      | Partido Reformista Reform Party of the United States of America          |  | Bill C. Merrell  | Reformismo           | Centro           | 0 / 1                          | 0 / 100   | 0 / 435        | 0 / 50                 | 0 / 1 972         | 0 / 5 411                            | 0 / 6                    | 0 / 97                  | 0 / 91                                     |

## Estônia
| Nome | Nome                                                                     | Nome |  | Líder               | Ideologia | Espectro                 | Riigikogu | Assembleias municipais | Parlamento Europeu |
| ---- | ------------------------------------------------------------------------ | ---- |  | ------------------- | --- | ------------------------ | --------- | ---------------------- | ------------------ |
|      | Partido Reformista Estónio Eesti Reformierakond                          | RE   |  | Kaja Kallas         | Liberalismo, Conservadorismo liberal, Liberalismo económico                                                               | Centro-direita           | 34 / 101  | 291 / 1 729            | 2 / 7              |
|      | Partido do Centro Estónio Eesti Keskerakond                              | K    |  | Jüri Ratas          | Centrismo, Social liberalismo, Populismo                                                                                  | Centro a Centro-esquerda | 26 / 101  | 297 / 1 729            | 1 / 7              |
|      | Partido Popular Conservador da Estônia Eesti Konservatiivne Rahvaerakond | EKRE |  | Mart Helme          | Nacionalismo estónio Conservadorismo nacional Conservadorismo social Populismo de direita Democracia direta Euroceticismo | Direita                  | 19 / 101  | 87 / 1 729             | 1 / 7              |
|      | Pro Patria Isamaa                                                        | I    |  | Helir-Valdor Seeder | Democracia cristã, Conservadorismo nacional, Conservadorismo liberal                                                      | Centro-direita a Direita | 12 / 101  | 152 / 1 729            | 1 / 7              |
|      | Partido Social Democrata Sotsiaaldemokraatlik Erakond                    | SDE  |  | Indrek Saar         | Social-democracia | Centro-esquerda          | 10 / 101  | 151 / 1 729            | 2 / 7              |
|      | Verdes Estónios Eestimaa Rohelised                                       | EER  |  | Züleyxa Izmailova   | Política verde, Liberalismo social, Democracia direta                                                                     | Centro-esquerda          | 0 / 101   | 0 / 1 729              | 0 / 7              |
|      | Partido da Independência Estónia Eesti Iseseisvuspartei                  | EIP  |  | Sven Sildnik        | Nacionalismo estónio, Eurocetiscismo                                                                                      | Extrema-direita          | 0 / 101   | 0 / 1 729              | 0 / 7              |
|      | Estónia 200 Eesti 200                                                    | E200 |  | Kristina Kallas     | Liberalism social, Liberalismo económico, Tecnocracia                                                                     | Centro                   | 0 / 101   | 0 / 1 729              | 0 / 7              |
|      | Partido Livre da Estónia Eesti Vabaerakond                               |      |  | Kaul Nurm           | Conservadorismo, Conservadorismo liberal                                                                                  | Centro-direita           | 0 / 101   | 0 / 1 729              | 0 / 7              |

## França
| Nome | Nome                                                                      | Nome  |                     | Líder                           | Ideologia | Espectro                         | Parlamento francês | Parlamento francês | Regiões      | Regiões     | Departamentos | Departamentos | Comunas      | Comunas          | Parlamento Europeu |
| Nome | Nome                                                                      | Nome  | Assembleia Nacional | Líder                           | Ideologia | Espectro                         | Senado             | Presidentes        | Conselheiros | Presidentes | Conselheiros  | Presidentes   | Conselheiros |                  | Parlamento Europeu |
| ---- | ------------------------------------------------------------------------- | ----- | ------------------- | ------------------------------- | --- | -------------------------------- | ------------------ | ------------------ | ------------ | ----------- | ------------- | ------------- | ------------ | ---------------- | ------------------ |
|      | A República Em Marcha! La République en marche                            | REM   |                     | Stanislas Guerini               | Terceira via, Liberalismo económico, Liberalismo social, Progressismo, Europeísmo                                      | Centro                           | 303 / 577          | 23 / 348           | 0 / 18       | 22 / 1 757  | 0 / 101       | 32 / 4 108    | 3 / 35 357   | 7 014 / 526 341  | 10 / 74            |
|      | Os Republicanos Les Républicains                                          | LR    |                     | Christian Jacob                 | Gaullismo, Conservadorismo, Conservadorismo liberal, Democracia cristã, Centrismo                                      | Centro-direita a Direita         | 104 / 577          | 146 / 348          | 5 / 18       | 478 / 1 757 | 43 / 101      | 1 080 / 4 108 | 35 / 35 357  | 11 151 / 526 341 | 7 / 74             |
|      | Movimento Democrático Mouvement démocrate                                 | MoDem |                     | François Bayrou                 | Liberalismo social, Democracia cristã, Federalismo europeu                                                             | Centro a Centro-direita          | 38 / 577           | 5 / 348            | 0 / 18       | 51 / 1 757  | 1 / 101       | 43 / 4 108    | 56 / 35 357  | 997 / 526 341    | 5 / 74             |
|      | Partido Socialista Parti socialiste                                       | PS    |                     | Olivier Faure                   | Ecossocialismo, Social-democracia, Liberalismo Social, Progressismo                                                    | Esquerda a Centro-esquerda       | 25 / 577           | 73 / 348           | 5 / 18       | 0 / 1 757   | 27 / 101      | 0 / 4 108     | 20 / 35 357  | 11 814 / 526 341 | 2 / 74             |
|      | União dos Democratas e Independentes Union des démocrates et indépendants | UDI   |                     | Jean-Christophe Lagarde         | Liberalismo social, Ecologismo, Federalismo europeu                                                                    | Centro-direita                   | 21 / 577           | 42 / 348           | 0 / 18       | 199 / 1 757 | 5 / 101       | 422 / 4 108   | 1 / 35 357   | 5 373 / 526 341  | 5 / 74             |
|      | Movimento Radical Mouvement radical                                       | MR    |                     | Laurent Hénart                  | Radicalismo, Laicismo, Republicanismo, Federalismo europeu                                                             | Centro-esquerda a Centro-direita | 19 / 577           | 17 / 348           | 0 / 18       | 97 / 1 757  | 0 / 101       | 62 / 4 108    | 70 / 35 357  | 80 / 526 341     | 1 / 74             |
|      | França Insubmissa La France insoumise                                     | FI    |                     | Jean-Luc Mélenchon              | Socialismo, Ecossocialismo, Populismo de esquerda, Anticapitalismo, Eurocepticismo                                     | Esquerda a Extrema-esquerda      | 17 / 577           | 1 / 348            | 0 / 18       | 9 / 1 757   | 0 / 101       | 21 / 4 108    | 2 / 35 357   | 8 581 / 526 341  | 6 / 74             |
|      | Partido Comunista Francês Parti Communiste Français                       | PCF   |                     | Fabien Roussel                  | Comunismo, Marxismo, Socialismo, Euroceticismo                                                                         | Esquerda a Extrema-esquerda      | 12 / 577           | 12 / 348           | 0 / 18       | 29 / 1 757  | 1 / 101       | 121 / 4 108   | 5 / 35 357   | 1 588 / 526 341  | 0 / 74             |
|      | Agir Agir, la droite constructive                                         | Agir  |                     | Franck Riester                  | Humanismo Liberalismo social, Democracia cristã, Europeísmo                                                            | Centro-direita a Direita         | 9 / 577            | 4 / 348            | 0 / 18       | 0 / 1 757   | 0 / 101       | 0 / 4 108     | 0 / 35 357   | 0 / 526 341      | 1 / 74             |
|      | Partido de Esquerda Parti de Gauche                                       | PG    |                     | Éric Coquerel Danielle Simonnet | Ecossocialismo, Socialismo democrático Populismo de esquerda, Euroceticismo                                            | Esquerda                         | 8 / 577            | 2 / 348            | 0 / 18       | 6 / 1 757   | 0 / 101       | 2 / 4 108     | 0 / 35 357   | 160 / 526 341    | 2 / 74             |
|      | Reagrupamento Nacional Rassemblement National                             | RN    |                     | Marine Le Pen                   | Nacionalismo francês, Euroceticismo, Conservadorismo social                                                            | Direita a Extrema-direita        | 6 / 577            | 1 / 348            | 0 / 18       | 306 / 1 757 | 0 / 101       | 58 / 4 108    | 29 / 35 357  | 1 533 / 526 341  | 22 / 74            |
|      | Partido Ecologista Parti écologiste                                       | PÉ    |                     | François de Rugy                | Ecologia política, Liberalismo verde, Europeísmo                                                                       | Centro-esquerda                  | 3 / 577            | 1 / 348            | 0 / 18       | 2 / 1 757   | 0 / 101       | 0 / 4 108     | 1 / 35 357   | 0 / 526 341      | 0 / 74             |
|      | Partido Radical de Esquerda Parti radical de gauche                       | PRG   |                     | Guillaume Lacroix               | Social liberalismo, Radicalismo, Republicanismo, Europeísmo                                                            | Centro-esquerda                  | 2 / 577            | 2 / 348            | 0 / 18       | 27 / 1 757  | 0 / 101       | 59 / 4 108    | 0 / 35 357   | 0 / 526 341      | 0 / 74             |
|      | Levantar a França Debout la France                                        | DLF   |                     | Nicolas Dupont-Aignan           | Conservadorismo, Nacionalismo francês, Populismo de direita, Gaullismo, Euroceticismo, Soberanismo                     | Direita a Extrema-direita        | 1 / 577            | 2 / 348            | 0 / 18       | 0 / 1 757   | 0 / 101       | 5 / 4 108     | 60 / 35 357  | 0 / 526 341      | 0 / 74             |
|      | Os Patriotas Les Patriotes                                                | LP    |                     | Florian Philippot               | Nacionalismo francês, Euroceticismo, Gaullismo, Nacional-republicanismo, Desenvolvimento sustentável, Bem-estar animal | Direita a Extrema-direita        | 1 / 577            | 0 / 348            | 0 / 18       | 24 / 1 757  | 0 / 101       | 2 / 4 108     | 0 / 35 357   | 12 / 526 341     | 0 / 74             |
|      | Europa Ecologia - Os Verdes Europe Écologie Les Verts                     | EÉLV  |                     | David Cormand                   | Ecologia política, Europeísmo                                                                                          | Esquerda a Centro-esquerda       | 0 / 577            | 3 / 348            | 0 / 18       | 65 / 1 757  | 0 / 101       | 32 / 4 108    | 49 / 35 357  | 333 / 526 341    | 9 / 74             |
|      | Novo Partido Anticapitalista Noveau Parti anticapitaliste                 | NPA   |                     | Fabien Roussel                  | Altermundialismo, Anticapitalismo, Feminismo, Ecossocialismo, Euroceticismo                                            | Extrema-esquerda                 | 0 / 577            | 0 / 348            | 0 / 18       | 2 / 1 757   | 0 / 101       | 0 / 4 108     | 0 / 35 357   | 0 / 526 341      | 0 / 74             |
|      | União Popular Republicana Union Populaire Républicaine                    | UPR   |                     | François Asselineau             | Euroceticismo, Antiamericanismo, Conservadorismo, Gaullismo                                                            | Direita                          | 0 / 577            | 0 / 348            | 0 / 18       | 0 / 1 757   | 0 / 101       | 0 / 4 108     | 4 / 35 357   | 0 / 526 341      | 0 / 74             |
|      | Luta Operária Lutte Ouvrière                                              | LO    |                     | Nathalie Arthaud                | Trotskismo, Internacionalismo, Anticapitalismo, Feminismo, Euroceticismo                                               | Extrema-esquerda                 | 0 / 577            | 0 / 348            | 0 / 18       | 0 / 1 757   | 0 / 101       | 0 / 4 108     | 0 / 35 357   | 79 / 526 341     | 0 / 74             |
|      | Aliança Ecologista Independente Alliance écologiste indépendante          | AEI   |                     | Jean-Marc Governatori           | Ecologia política, Direitos dos animais, Localismo                                                                     | Centro                           | 0 / 577            | 0 / 348            | 0 / 18       | 0 / 1 757   | 0 / 101       | 0 / 4 108     | 0 / 35 357   | 0 / 526 341      | 2 / 74             |

## Israel
- Kadima
- Likud
- Partido Trabalhista (Israel)
- Meretz
- Shas
- Shinui
- Ale Yarok
- Partido Comunista de Israel

## Itália
| Nome | Nome                                                       | Nome   |                      | Líder                  | Ideologia                                                                                                   | Espectro                   | Parlamento | Parlamento                       | Regiões             | Regiões   | Parlamento Europeu |
| Nome | Nome                                                       | Nome   | Câmara dos Deputados | Líder                  | Ideologia                                                                                                   | Espectro                   | Senado     | Presidentes das Juntas Regionais | Conselhos regionais |           | Parlamento Europeu |
| ---- | ---------------------------------------------------------- | ------ | -------------------- | ---------------------- | --- | -------------------------- | ---------- | -------------------------------- | ------------------- | --------- | ------------------ |
|      | Movimento 5 Estrelas MoVimento 5 Stelle                    | M5S    |                      | Luigi Di Maio          | Eurocepticismo, Ambientalismo, Decrescimento, Populismo, Democracia directa                                 | Partido pega-tudo          | 216 / 630  | 107 / 315                        | 0 / 20              | 123 / 897 | 14 / 73            |
|      | Liga Norte Lega Nord                                       | LN     |                      | Matteo Salvini         | Federalismo, Regionalismo, Populismo, Populismo de direita, Anti-imigração, Euroceticismo, Antiglobalização | Direita a Extrema-direita  | 124 / 630  | 58 / 315                         | 3 / 20              | 179 / 897 | 28 / 73            |
|      | Partido Democrático Partito Democratico                    | PD     |                      | Paolo Gentiloni        | Social democracia, Social liberalismo, Esquerda cristã, Terceira Via, Pró-europeísmo                        | Centro-esquerda            | 111 / 630  | 51 / 315                         | 10 / 20             | 218 / 897 | 19 / 73            |
|      | Força Itália Forza Italia                                  | FI     |                      | Silvio Berlusconi      | Democracia cristã, Conservadorismo liberal, Liberalismo económico, Populismo de direita                     | Centro-direita             | 104 / 630  | 62 / 315                         | 3 / 20              | 141 / 897 | 8 / 73             |
|      | Irmãos de Itália Fratelli d'Italia                         | FdI    | Ficheiro:FDI CN.png  | Giorgia Meloni         | Nacionalismo italiano, Conservadorismo, Eurocepticismo                                                      | Direita                    | 33 / 630   | 18 / 315                         | 1 / 20              | 40 / 897  | 5 / 73             |
|      | Artigo 1 Articolo 1 - Movimento Democratico e Progressista | Art. 1 |                      | Roberto Speranza       | Social-democracia, Socialismo democrático, Progressismo                                                     | Centro-esquerda a Esquerda | 8 / 630    | 1 / 315                          | 0 / 20              | 12 / 897  | 0 / 73             |
|      | Mais Europa Più Europa                                     |        |                      | Benedetto Della Vedova | Liberalismo, Liberalismo social, Liberalismo económico, Federalismo europeu                                 | Centro                     | 3 / 630    | 1 / 315                          | 0 / 20              | 3 / 897   | 0 / 73             |
|      | Esquerda Italiana Sinistra Italiana                        | SI     |                      | Claudio Grassi         | Socialismo democrático, Social-democracia, Ecossocialismo, Ecologismo                                       | Esquerda                   | 2 / 630    | 1 / 315                          | 0 / 20              | 8 / 897   | 0 / 73             |
|      | Federação dos Verdes Federazione dei Verdi                 | FdV    |                      | Angelo Bonelli         | Ecologismo, Ambientalismo, Ecossocialismo, Alter-globalização                                               | Esquerda                   | 0 / 630    | 0 / 315                          | 0 / 20              | 2 / 897   | 0 / 73             |

## Japão
- Partido Liberal Democrata (Japão)
- Partido Democrático Constitucional do Japão
- Partido Comunista Japonês

## Líbano
- Forças Libanesas
- Movimento Patriótico Livre
- Hezbollah
- Movimento Amal
- Federação Revolucionária Armênia
- Falanges Libanesas
- Partido Social Nacionalista Sírio

## Nigéria
| Nome | Nome                                                                     | Nome | Líder            | Ideologia                                                                 | Espectro                   | Assembleia Nacional | Assembleia Nacional       | Estados da Nigéria | Estados da Nigéria    |
| Nome | Nome                                                                     | Nome | Líder            | Ideologia                                                                 | Espectro                   | Senado              | Câmara dos Representantes | Governadores       | Assembleias estaduais |
| ---- | ------------------------------------------------------------------------ | ---- | ---------------- | ------------------------------------------------------------------------- | -------------------------- | ------------------- | ------------------------- | ------------------ | --------------------- |
|      | Congresso de Todos os Progressistas All Progressives Congress            | APC  | Bola Tinubu      | Partido pega-tudo                                                         | Centro-esquerda            | 66 / 109            | 227 / 360                 | 22 / 36            | 598 / 991             |
|      | Partido Democrático do Povo People's Democratic Party                    | PDP  | Atiku Abubakar   | Conservadorismo social Liberalismo econômico                              | Centro-direita a Direita   | 38 / 109            | 121 / 360                 | 13 / 36            | 329 / 991             |
|      | Partido Trabalhista Labour Party                                         | LP   | Peter Obi        | Social-democracia                                                         | Centro-esquerda            | 1 / 109             | 2 / 360                   | 0 / 36             | 0 / 991               |
|      | Partido dos Jovens Progressistas Young Progressives Party                | YPP  | Kingsley Moghalu | Social-democracia Socialismo democrático                                  | Esquerda a Centro-esquerda | 1 / 109             | 0 / 360                   | 0 / 36             | 22 / 991              |
|      | Grande Aliança de Todos os Progressistas All Progressives Grand Alliance | APGA | Victor Oye       | Nacionalismo Federalismo Pluralismo político Pan-africanismo Progressismo | Centro-esquerda a Centro   | 0 / 109             | 4 / 360                   | 1 / 36             | 19 / 991              |
|      | Partido Social-Democrata Social Democratic Party                         | SDP  | Olu Falae        | Social-democracia                                                         | Centro-esquerda            | 0 / 109             | 5 / 360                   | 0 / 36             | 0 / 991               |

## Países Baixos
- Apelo Democrata-Cristão
- Democratas 66
- Esquerda Verde
- Movimento Nacional Socialista nos Países Baixos
- Partido da Caridade, da Liberdade e da Diversidade
- Partido do Trabalho (Países Baixos)
- Partido para a Liberdade
- Partido pelos Animais
- Partido Político Reformado
- Partido Popular para a Liberdade e Democracia
- Partido Socialista (Países Baixos)
- União Cristã (Países Baixos)

## Portugal
| Nome                                            | Sigla     | Líder                                                | Ideologia | Espectro                    | Inscrição             |
| ----------------------------------------------- | --------- | ---------------------------------------------------- | --- | --------------------------- | --------------------- |
| Partido Comunista Português                     | PCP       | Paulo Raimundo                                       | Comunismo, Marxismo-leninismo | Esquerda a Extrema-esquerda | 1974                  |
| CDS – Partido Popular                           | CDS-PP    | Nuno Melo                                            | Democracia cristã, Conservadorismo, Liberalismo económico, Populismo de direita                                                              | Direita                     | 1975 [ex-CDS]         |
| Partido Social Democrata                        | PPD/PSD   | Luís Montenegro                                      | Conservadorismo liberal, Reformismo, Personalismo                                                                                            | Centro-direita a direita    | 1975 [ex-PPD]         |
| Partido Socialista                              | PS        | Vago                                                 | Social-democracia, Keynesianismo, Progressismo                                                                                               | Centro-esquerda             | 1975                  |
| Partido Comunista dos Trabalhadores Portugueses | PCTP/MRPP | Cidália Guerreiro                                    | Comunismo, Maoismo, Euroceticismo | Extrema-esquerda            | 1975 [ex-MRPP]        |
| Partido Popular Monárquico                      | PPM       | Gonçalo da Câmara Pereira                            | Conservadorismo social, Liberalismo económico, Agrarianismo, Ecologismo, Monarquismo                                                         | Direita                     | 1975                  |
| Partido Ecologista "Os Verdes"                  | PEV       | Liderança coletiva                                   | Ecossocialismo, Ecologismo, Pacifismo, Política verde                                                                                        | Esquerda                    | 1982 [ex-MEP-PV]      |
| Ergue-te                                        | E         | José Pinto Coelho                                    | Nacionalismo português, Conservadorismo social, Nacional-conservadorismo, Protecionismo, Anti-imigração, Populismo de direita, Euroceticismo | Extrema-direita             | 2000[ex-PRD e ex-PNR] |
| Partido da Terra                                | MPT       | Pedro Soares Pimenta                                 | Ambientalismo, Ecocapitalismo, Liberalismo verde                                                                                             | Centro a Centro-direita     | 1993                  |
| Bloco de Esquerda                               | B.E.      | Mariana Mortágua (coordenadora da Comissão Política) | Socialismo democrático, Progressismo, Populismo de esquerda, Ecossocialismo                                                                  | Esquerda a Extrema-esquerda | 1999                  |
| Partido Trabalhista Português                   | PTP       | Amândio Madaleno                                     | Socialismo democrático, Social-democracia, Trabalhismo                                                                                       | Centro-esquerda a Esquerda  | 2009                  |
| Pessoas–Animais–Natureza                        | PAN       | Liderança coletiva (porta-voz: Inês Sousa Real)      | Direito dos animais, Pacifismo, Ambientalismo, Biocentrismo, Decrescimento, Democracia inclusiva                                             | Centro-esquerda             | 2011                  |
| Movimento Alternativa Socialista                | MAS       | Renata Cambra                                        | Socialismo, Trotskismo, Morenismo, Euroceticismo                                                                                             | Esquerda a Extrema-Esquerda | 2013                  |
| Livre                                           | L         | Rotativo (Grupo de Contacto)                         | Ecossocialismo, Social-democracia, Política verde, Progressismo, Europeísmo, Democracia deliberativa                                         | Centro-esquerda a Esquerda  | 2014 [ex-L/TDA]       |
| Juntos pelo Povo                                | JPP       | Elvio Sousa                                          | Pega-tudo, Centrismo, Reformismo | Centro                      | 2015                  |
| Alternativa Democrática Nacional                | ADN       | Bruno Fialho                                         | Centrismo, Populismo, Conservadorismo | Extrema-direita             | 2015[ex-PDR]          |
| Nós, Cidadãos!                                  | NC        | Joaquim Rocha Afonso                                 | Liberalismo Social, Europeísmo | Centro                      | 2015                  |
| Partido Unido dos Reformados e Pensionistas     | PURP      | Fernando Loureiro                                    | Direitos dos Pensionistas, Anti-austeridade, Populismo                                                                                       | Pega-tudo                   | 2015                  |
| Iniciativa Liberal                              | IL        | Rui Rocha                                            | Liberalismo, Liberalismo económico, Liberalismo clássico, Liberalismo cultural, Europeísmo                                                   | Direita                     | 2017                  |
| Chega                                           | CH        | André Ventura                                        | Nacional-conservadorismo, Nacionalismo, Conservadorismo social, Liberalismo económico, Populismo de direita, Euroceticismo                   | Extrema-Direita             | 2019                  |
| Reagir Incluir Reciclar                         | R.I.R.    | Vitorino Silva                                       | Populismo, Humanismo, Pacifismo, Universalismo, Europeísmo                                                                                   | Sincrético                  | 2019                  |
| Volt Portugal                                   | VP        | Tiago Matos Gomes                                    | Federalismo Europeu, Liberalismo social, Progressismo, Ecologismo                                                                            | Centro                      | 2020                  |
| Nova Direita                                    | ND        | Ossanda Líber                                        | Conservadorismo | Direita                     | 2022                  |
| Partido Liberal Social                          | PLS       | José Cardoso                                         | Liberalismo, Liberalismo social | Centro a Centro-direita     | 2025                  |

## Rússia
- Rússia Unida
- Partido Comunista da Federação Russa
- Rússia Justa
- Partido Liberal Democrata da Rússia
- Partido Social Democrata Russo

## Serra Leoa
- Revolutionary United Front (RUF)

## Suécia
- Partido Social Democrata (S)
- Partido Verde (MP)
- Partido da Esquerda (V)
- Partido Moderado (M)
- Partido Liberal (FP)
- Partido do Centro (C)
- Partido Democrata-Cristão (KD)
- Partido dos Democratas Suecos (SD)
- Iniciativa Feminista (FI)

## Suíça
- Aliança dos Independentes
- Partido Democrata Cristão
- Partido Liberal Radical da Suíça
- Partido Popular Suíço
- Partido Social Democrata da Suíça

## Tonga
- Movimento de Direitos Humanos e Democracia
- Partido de Construção do Estado Sustentável
- Partido Democrático do Povo

## Venezuela
- Partido Socialista Unido de Venezuela (PSUV)
- Partido Socialismo e Liberdade (PSL)
- Un Nuevo Tiempo (Um Novo Tempo) (UNT)
- Primero Justicia (Primeiro Justiça) (PJ)
- Por la Democracia Social (PODEMOS)
- Patria Para Todos (PPT)
- Partido Comunista da Venezuela (PCV)
- Partido Social Cristiano COPEI  (Partido Social-Cristã - COPEI)
- Acción Democrática (Ação Democrática - AD)